# Национальный центр статистики здравоохранения США
Национальный центр статистики здравоохранения США (НЦСЗ; англ. National Center for Health Statistics, NCHS) является главным агентством Федеральной статистической системы, которое предоставляет статистическую информацию для направления действий и разработке политики по улучшению общественного здоровья.
НЦСЗ является частью Центров по контролю и профилактике заболеваний (CDC), находящихся в свою очередь в составе Министерства здравоохранения и социальных служб (HHS). Его штаб-квартира находится в комплексе Центра Университетского Города в Хайатсвилле, Мэриленд, вблизи Вашингтона. В штате агентства около 700—750 сотрудников.

## История
В 1960 году National Office of Vital Statistics и National Health Survey слились для формирования Национального Центра Статистики Здравоохранения (НЦСЗ). НЦСЗ является одним из главных статистических агентств при правительстве США. На протяжении своей истории НЦСЗ располагался внутри ряда различных организаций внутри Министерства здравоохранения и социальных служб и с 1987 года стал частью Центров по контролю и профилактике заболеваний.

## Программы сбора данных
НЦСЗ проводит четыре программы по сбору данных:

### National Vital Statistics System
National Vital Statistics System (NVSS) собирает данные из официальных структур различного уровня, вовлечённых в регистрацию фактов рождения и смерти. NVSS собирает такую информацию как уровни рождаемости и смерти, предродовый уход и вес младенцев при рождении, факторы риска для неблагоприятного исхода беременности, уровень смертности младенцев, причины смерти и ожидаемая продолжительность жизни.

### National Health Interview Survey
National Health Interview Survey (NHIS) собирает информацию о здоровье неиституционированного населения США посредством конфиденциальных интервью, проводимых интервьюерами бюро переписи населения. NHIS является крупнейшей национальной программой опросов, предоставляеющей данные о состоянии здоровья, медицинском страховании, доступе к медицинским сервисам и уровню их использования, иммунизации, факторах риска и о поведении, связанном со здоровьем.

### National Health and Nutrition Examination Survey
National Health and Nutrition Examination Survey (NHANES) является наиболее глубоким и логистически-сложным исследованием, проводимым посредством мобильных исследовательских центров, которые разворачиваются в случайно выбранных городах США. Данное исследование комбинирует персональные интервью со стандартизованной физической диагностикой и лабораторными тестами с целью получения разноплановой информации о жизни людей.

### National Health Care Surveys
National Health Care Surveys собирает информацию об организациях, которые предоставляют медицинские услуги, об их сервисах и их пациентах. К таким структурам относятся больницы, офисы докторов, общественные центры здоровья, амбулаторные хирургические центры, организации попечения по месту жительства, дома престарелых, хосписы и другие подобные организации.

## Другие программы сбора данных
В добавление к своим основным программам сбора данных, НЦСЗ периодически проводит дополнительные исследования, к примеру National Survey of Family Growth, State and Local Area Integrated Telephone Survey (SLAITS), National Immunization Survey. Поддерживаемый НЦСЗ National Death Index позволяет создавать лонгитюдный компонент в другим системам данных. Questionnaire Design Research Laboratory разрабатывает и тестирует опросы и прочие методы сбора данных для их дальнейшего использования НЦСЗ, другими федеральными агентствами и исследовательскими организациями.